# Bridgwater

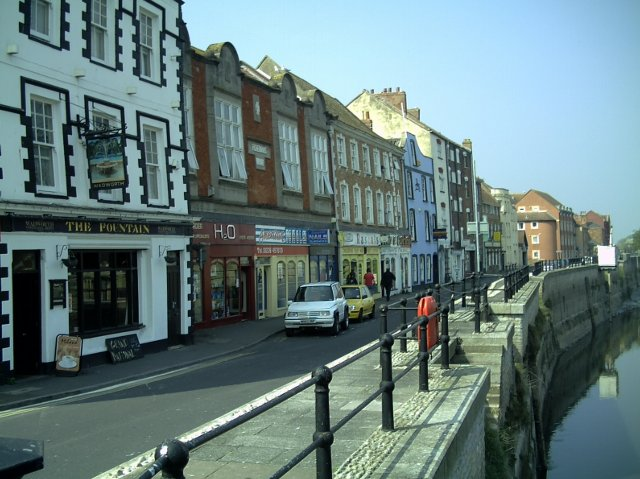
Widok na West Quay

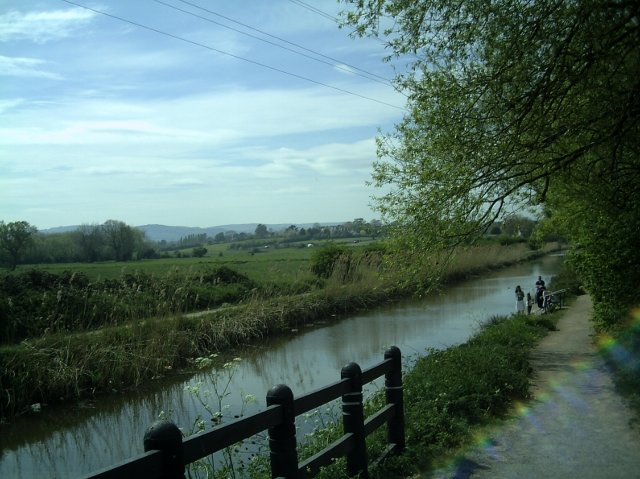
Kanał Bridgwater – Taunton

Bridgwater (IPA – /'brɪdʒˌwɒtə(ɹ)/, lok. /'brɪdʒˌwɒʔə(ɹ)/) – miasto w Wielkiej Brytanii, w Anglii w hrabstwie Somerset. Stolica i centrum administracyjne okręgu Sedgemoor. Położone nad rzeką Parrett, na równinie Somerset Levels, między wzgórzami Quantock i Mendip, w odległości ok. 9 km od Kanału Bristolskiego. Miasto znajduje się w połowie drogi między Bristolem a Exeter, przy autostradzie M5.
Miasto jest lokalnym centrum przemysłowym, a ze względu na dogodne położenie i możliwości transportowe, również regionalnym centrum logistycznym, siedzibą regionalnych centrów dystrybucyjnych takich firm jak m.in. Argos, Wincanton (Somerfield), Robert Wiseman & Sons Ltd. Stanowi zaplecze ekonomiczne dla siedziby władz hrabstwa – Taunton. Siedziba okręgu wyborczego.
Według danych na rok 2011 miasto zamieszkiwało 35 886 osób.

## Nazwa
Pierwszy człon nazwy miasta, bridg- pochodzi od starogermańskiego brigg oznaczającego nadbrzeże, natomiast water to zniekształcona forma imienia Waltera Douaia, księcia normandzkiego. Istnieje również wersja etymologiczna mówiąca o moście wybudowanym przez Waltera.
Potocznie miasto nazywane jest Bridgy.

## Położenie geograficzne

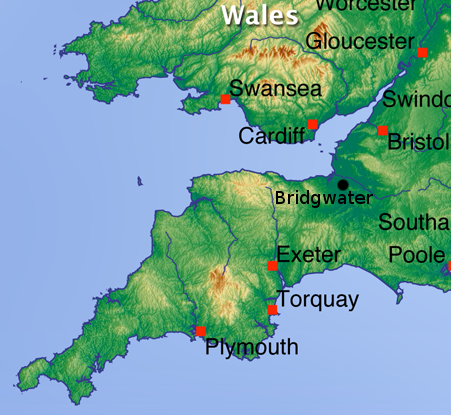
Położenie miasta na mapie fizycznej południowo-zachodniej Anglii

Miasto położone jest w południowo-zachodniej Anglii, w rozległej niecce między wzgórzami Quantock z południa i Mendip z północnego zachodu, na równinie Somerset Levels, w jej północno-zachodniej części. Przez miasto przepływa rzeka Parrett, ulegająca silnym pływom oceanicznym z pobliskiego Kanału Bristolskiego. Jest jedną z siedmiu rzek w Anglii ulegających pływom morskim. Dlatego rzeka płynie każdego dnia w dwóch kierunkach – w porze odpływu do ujścia i w głąb lądu podczas przypływu. Różnica w poziomie wód sięga od pół do trzech metrów. Dokładne informacje łącznie z godzinami pływów znaleźć można na tablicy przy moście miejskim. Obecnie rzeka ujęta jest planem przeciwpowodziowym. Rzeka połączona jest z inną rzeką Somersetu, Tone kanałem Bridgwater – Taunton o długości 23 km, wybudowanym w 1827 w celu połączenia wodnego między kanałem La Manche a Kanałem Bristolskim. Obecnie kanał nie ma znaczenia nawigacyjnego, wykorzystywany jest wyłącznie do celów rekreacyjnych.

## Klimat

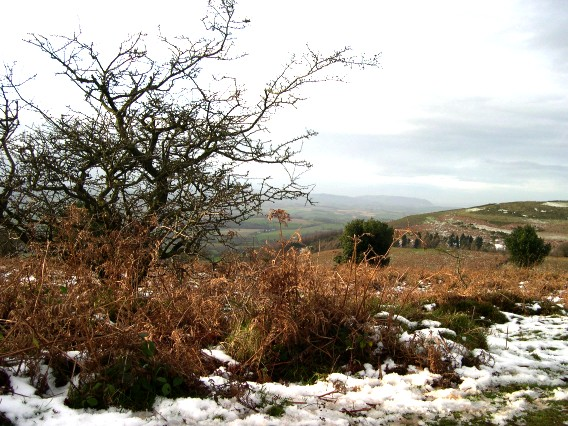
Śnieg na Wzgórzach Quantock

Tak jak reszta hrabstwa i regionu South West England, klimat Bridgwater jest wilgotniejszy i łagodniejszy niż w pozostałej części Anglii. Średnia roczna temperatura wynosi 10 °C i wykazuje wahania zarówno dobowe, jak i zależne od pory roku, ale z powodu łagodzącego wpływu morza odchyłki są znacznie mniejsze niż w pozostałej części kraju. Najzimniejszym miesiącem w mieście jest styczeń, gdy temperatura waha się między 1 a 2 °C. Najcieplejszymi miesiącami są lipiec i sierpień z temperaturą 21 °C.
Południowo-zachodnia część Anglii ulega działaniom Wyżu Azorskiego, który zwłaszcza latem rozszerza stąd swe działanie na obszary znajdujące się na północ hrabstwa. Wpływowi temu podlega również hrabstwo Sedgemoor i Bridgwater. Wskutek konwekcyjnego ruchu powietrza tworzą się chmury, redukując nasłonecznienie, zwłaszcza na obszarze przyległym do wzgórz Quantock Hills. Roczna liczba godzin słonecznych w mieście wynosi 1600.
Opady występują w relacji z niżami i konwekcją. Większość opadów występuje jesienią i ma związek z Niżem Atlantyckim Średni opad roczny wynosi 787 milimetrów. W mieście śnieg jest prawdziwą rzadkością, rocznie występuje tu od 1 do 3 dni z pokrywą śnieżną, często bywają bezśnieżne zimy. Największą prędkość wiatru notuje się od listopada do marca. Przeważają wiatry z południowego zachodu i – co specyficzne dla miasta, z północy, od strony wzgórz Mendip.
|              | I     | II   | III  | IV   | V    | VI   | VII  | VIII | IX   | X     | XI    | XII   | rok    |
| ------------ | ----- | ---- | ---- | ---- | ---- | ---- | ---- | ---- | ---- | ----- | ----- | ----- | ------ |
| temp max. °C | 7,9   | 8,0  | 10,2 | 12,2 | 15,6 | 18,3 | 20,7 | 20,5 | 17,8 | 14,2  | 10,8  | 8,8   | 13,8   |
| temp min. °C | 1,9   | 1,8  | 3,0  | 3,6  | 6,2  | 8,8  | 10,9 | 10,8 | 9,0  | 6,7   | 4,1   | 2,9   | 5,8    |
| opad mm      | 123,6 | 87,6 | 80,6 | 66,3 | 62,6 | 58,7 | 43,4 | 66,5 | 85,4 | 108,6 | 106,6 | 128,7 | 1018,6 |

Temperatury minimalne, maksymalne i średnie opad miesięczne w latach 1971–2000 w Nettlecombe pod Bridgwater.

## Historia

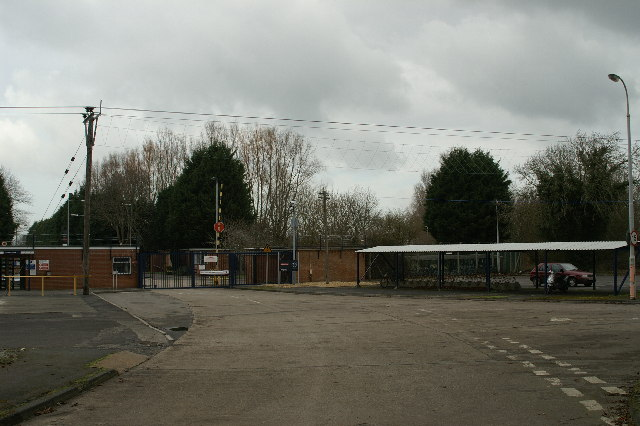
Fabryka Royal Ordnance Factory w Bridgwater produkowała amunicję podczas II wojny światowej

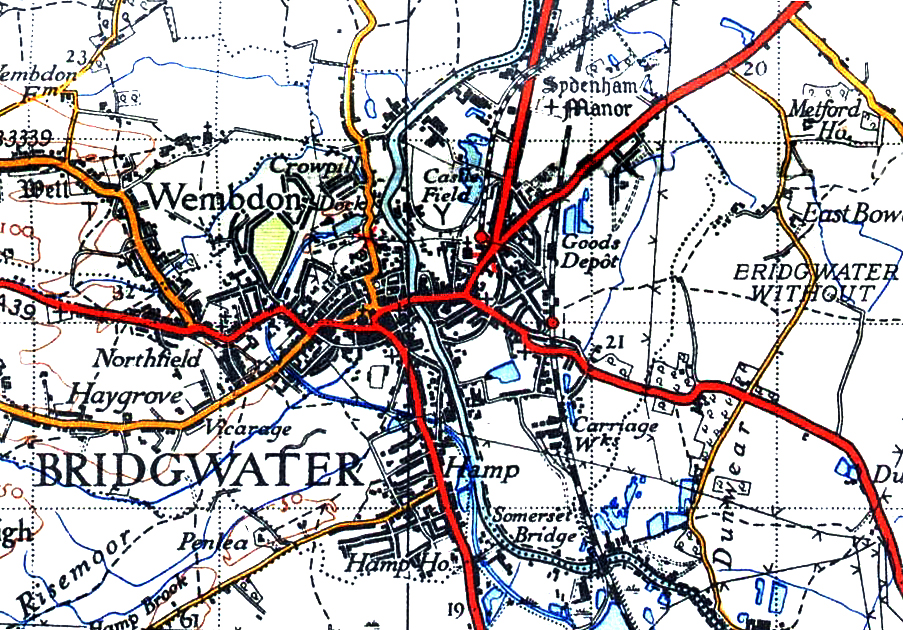
Mapa Bridgwater z roku 1946

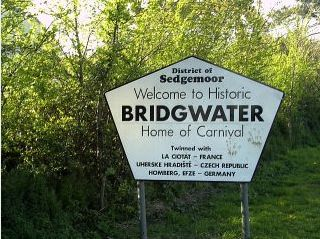
Historyczność miasta podkreślana jest na każdym kroku

### Wieki średnie
Najstarsze udokumentowane informacje na temat miasta sięgają roku 800, następnie zostało ono wzmiankowane w Domesday Book (1086). W 1200 miasto uzyskało status gminy (borough), miało prawo wybudować most i zamek miejski – przywileje te nadał miastu Henryk II Plantagenet. Wybudowany w jego czasach zamek przetrwał do czasów dyktatury Olivera Cromwella.
W związku z częstymi wylewami rzeki Parrett, spowodowanymi pływami, wybudowano fosę miejską o szerokości 20 metrów, gromadzącą wodę w okresach przypływów i chroniącą śródmieście. Za czasów Henryka III miasto uzyskało dalsze przywileje handlowe i stało się siedzibą gildii.

### Czasy nowożytne
W roku 1487 król Henryk VIII złożył deklarację mieszkańcom miasta, że Bridgwater będzie hrabstwem z własnymi prawami. W XVII wieku, po nieudanej próbie zburzenia siedziby parlamentu brytyjskiego, w kraju powstała tradycja obchodzenia rocznicy zamachu fajerwerkami. W Bridgwater pokazy pirotechniczne dają początek brytyjskiemu karnawałowi. W 1645 miasto ucierpiało w walkach podczas dyktatury Cromwella i związanej z nią wojny domowej. Kilkadziesiąt lat później, w 1685, Bridgwater stało się miejscem rebelii Monmoutha. Książę Monmouth ogłosił się samozwańczym królem Anglii, a uroczystość koronacyjna odbyła się na centralnym placu miasta, Cornhill Square. Oddziały Monmoutha ruszyły niezwłocznie na podbój Bristolu i Bath. Operacja nie udała się i po ostatecznej klęsce w bitwie o Sedgemoor (1685) Monmouth został stracony w londyńskiej Tower. Bitwa została stoczona pod niedaleką wsią Westonzoyland i uważana jest za ostatnią bitwę w Anglii rozegraną w uzgodnionym przez obie strony miejscu i czasie. W tym czasie na znaczeniu zyskuje port w Bridgwater, jako część portu bristolskiego, zajmujący się głównie sprowadzaniem wina z Francji. jako pierwsze miasto w Anglii, Bridgwater wystąpiło w roku 1785 z petycją o zniesienie niewolnictwa. Wraz z rozwojem techniki w XVIII-XIX wieku Bridgwater zyskało na znaczeniu jako miasto przemysłowe, ze szczególnym nastawieniem na przemysł mineralny. Powstały doki miejskie, wkrótce też uzyskało ono połączenie kolejowe z Bristolem i Londynem w ramach tzw. Grand Western Railway. Rozwinął się przemysł mineralny i cegielnictwo, w XIX wieku produkowano tu na szeroką skalę dachówki.

### Historia najnowsza
Koniec dziewiętnastego stulecia i początek dwudziestego to przyśpieszenie industrializacji kraju, które co prawda nie uczyniło z Somersetu regionu przemysłowego, ale ugruntowało pozycję Bridgwater jako jednego z najważniejszych centrów przemysłowych hrabstwa. Bridgwater stało się dużym skupiskiem proletariatu, toteż nie oszczędziły go fale strajków z 1890 i 1926 roku. Zwłaszcza ten drugi, 3 maja przebiegał gwałtownie i został siłą zdławiony przez policję
W pierwszych dniach II wojny światowej miasto żywiołowo odpowiedziało na apel premiera o przyjmowanie żon i dzieci zmobilizowanych żołnierzy. Miasto przyjęło 6500 matek i dzieci, z czego aż 1000 w pierwszym tygodniu po apelu. Na apel uprawiania działek i hodowania królików Dig for Victory w mieście powstało 400 nowych działek. Bitwa o Anglię obeszła się z miastem stosunkowo łagodnie: miasto przeżyło trzy poważne naloty – 1 sierpnia, w nocy z 24 na 25 sierpnia i 1 października 1940. Efektem bitwy powietrznej na terenie miasta były 263 zrzucone bomby, 1638 uszkodzonych budynków i 4 zestrzelone samoloty wroga. Już na początku wojny w północno-zachodniej części miasta, na granicy z wsią Woolavington lokalizowano ROF Bridgwater, znaną również jako ROF 37, fabrykę środków wybuchowych i amunicji. Produkowano tu heksogen, wówczas nowoczesny środek wybuchowy, jeszcze w fazie eksperymentalnej. Na potrzeby fabryki wybudowano nawet sztuczną rzekę Huntspill.
Do lat 50. XX wieku miasto znane było jako ośrodek wikliniarstwa. Przemysł ten upadł wraz z osuszeniem bagien Sedgemoor. Upadła również jedna z większych angielskich cegielni. Miasto ponownie zyskało na znaczeniu podczas rewolucji logistycznej lat 70., będąc miejscem do obsługi regionalnych centrów dystrybucyjnych wielkich firm.

## Demografia, oświata i nauka
Według danych na rok 2001 Bridgwater zamieszkiwało 36 563 osób. Najwięcej ludności, bo 29,6% znajduje się w wieku produkcyjnym. Dokładniej proporcje między poszczególnymi grupami wiekowymi ilustruje poniższa tabela (dane na rok 2001):
| Wiek         | udział procentowy |
| ------------ | ----------------- |
| 0-15         | 20,6              |
| 16-24        | 14,0              |
| 25-44        | 29,6              |
| 45-emeryt.   | 17,4              |
| wiek emeryt. | 18,3              |

Profil ludności miasta, charakterystyczny dla regionów wiejskich w Anglii, przedstawia poniższa tabela.
|                                | Bridgwater | Anglia   |
| ------------------------------ | ---------- | -------- |
| Średnia wieku                  | 37         | 39,05    |
| Emeryci                        | 21,19%     | 21,96%   |
| Bezrobotni                     | 3,65%      | 3,22%    |
| Z wyższym wykształceniem       | 9,96%      | 19,77%   |
| Studenci                       | 1,61%      | 3,40%    |
| Imigranci                      | 12,16%     | 12,18%   |
| Średnia droga dojazdu do pracy | 10,57 km   | 14,63 km |

W Bridgwater znajduje się dziewięć szkół podstawowych, pięć średnich oraz trzy specjalne. W mieście działa college, przekształcony z dawnej szkoły politechnicznej, w którym kształci się, zarówno na kursach stałych, jak i wieczorowych i zaocznych, 20 000 studentów rocznie. Obecnie oferuje kształcenie nie tylko w kierunkach technicznych, ale ogólnokształcącym i humanistycznym.

## Administracja i polityka
W roku 1973 w wyniku reformy administracyjnej Bridgwater stracił swój historyczny status borough i stając się częścią i zarazem stolicą dystryktu Sedgemoor. Jest siedzibą Okręgu Wyborczego Bridgwater. W parlamencie brytyjskim reprezentowany jest przez jednego posła, wybieranego w ordynacji większościowej. Obecnie już drugą kadencję (od 2001) deputowanym jest Ian Liddel-Graigner z Partii Konserwatywnej. Burmistrzem miasta jest Graham Granter z partii liberalnej.

## Religia

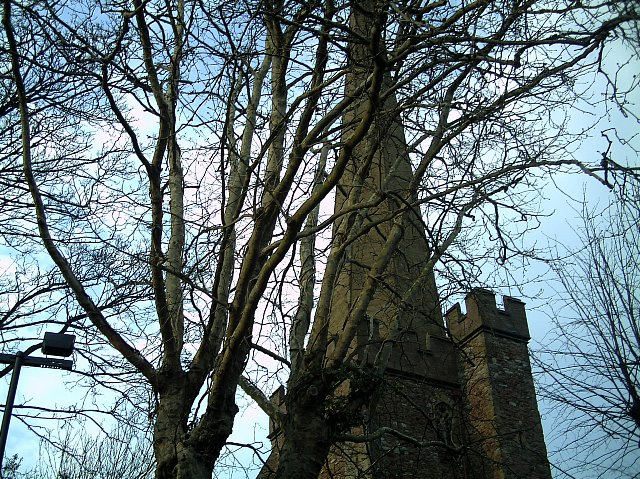
Wieża tego kościoła ma ponad 52 m

Wśród mieszkańców miasta dominującą religią jest chrześcijaństwo, głównie katolicyzm i anglikanizm. Jest również ważną siedzibą różnych obrządków: metodystów, zielonoświątkowców oraz Armii Zbawienia. Z pozostałych wyznań przeważa islam i hinduizm, głównie w środowiskach imigracyjnych.
W mieście znajduje się w sumie obecnie 11 świątyń i miejsc kultu religijnego (w roku 2008 było 21 świątyń i miejsc kultu religijnego).
Kościoły:
- Kościół św. Marii
- katolicki kościół pod wezwaniem św. Józefa
- kościół Armii Zbawienia (znany mieszkańcom z corocznych koncertów kolęd)
- kościół metodystów

## Kultura, wydarzenia i imprezy

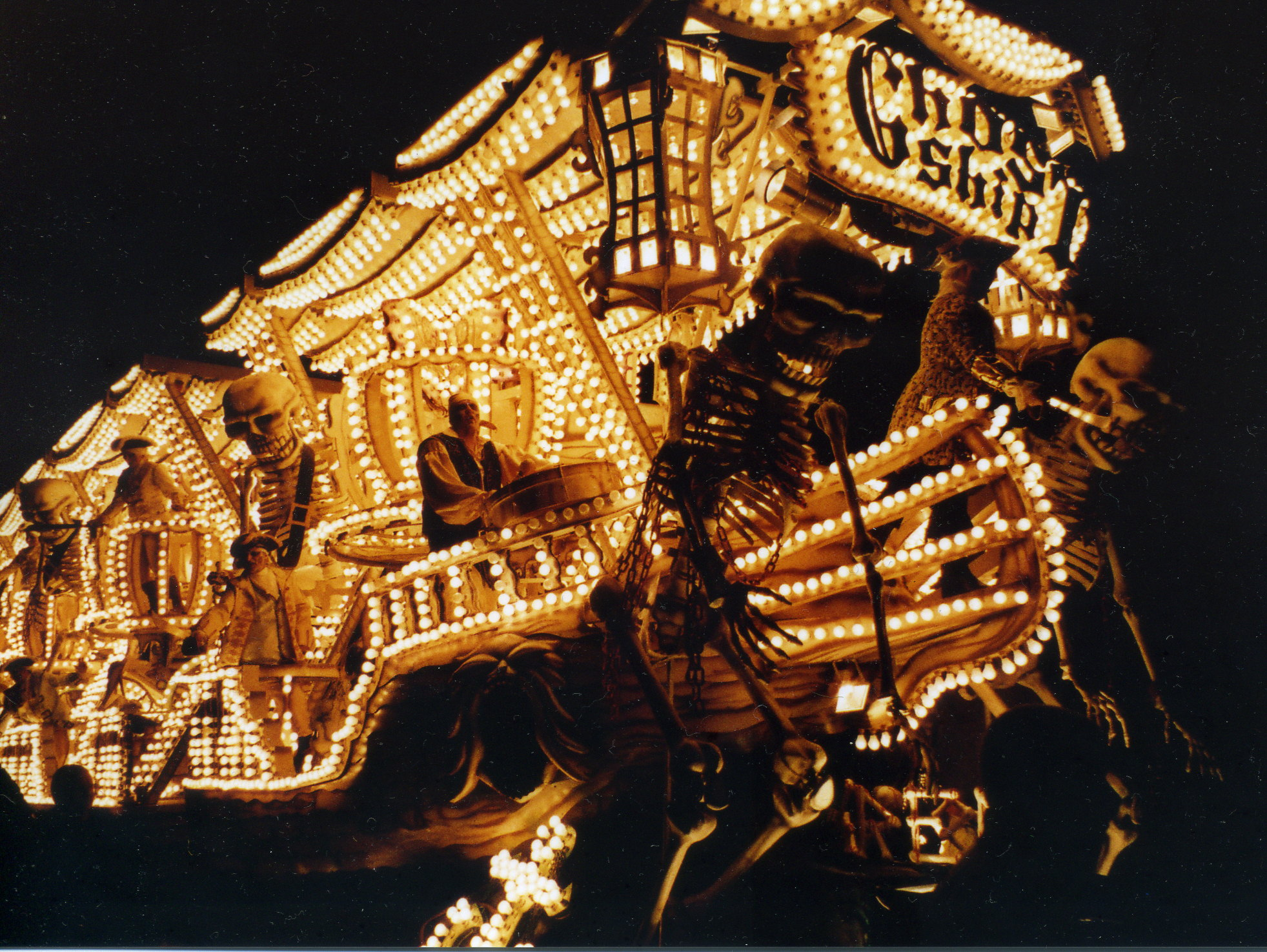
Podczas karnawału w Bridgwater

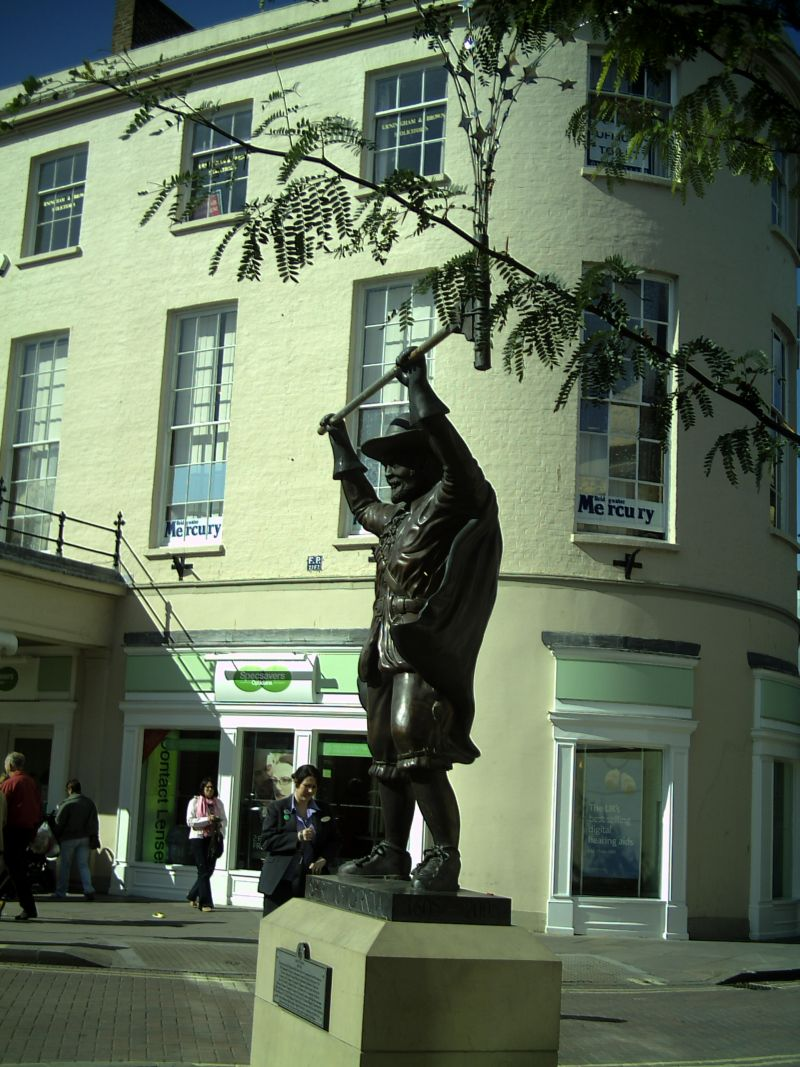
Pomnik upamiętniający sztuczne ognie w Bridgwater

Bridgwater jest centrum kulturalnym dystryktu Sedgemoor w hrabstwie Somerset. Największym ośrodkiem organizacyjnym i wystawowym jest dom kultury Bridgwater Arts Centre, działa od roku 1946 i koordynuje życie kulturalne miasta. Gościł po raz pierwszy po wojnie Congrès international d’architecture moderne. Dla młodzieży stworzono, częściowo za miejskie pieniądze, klub Engine Room, prowadzący działalność kulturalną i edukację techniczną (w tym internetową). Miasto posiada bibliotekę, działającą od 1906 roku.

### Karnawał Guya Fawkesa
Południowa i południowo-zachodnia Anglia mają swój specyficzny rodzaj rozrywki – karnawały. O ile na południu odbywają się one w sierpniu (np. karnawał w Ryde), w Somersecie ich największe nasilenie przypada na listopad, a wiąże się je tradycyjnie ze Spiskiem Prochowym. Karnawał w Bridgwater odbywa się zawsze w pierwszy piątek listopada bądź piątek przed 5 listopada – dniem Guya Fawkesa i uważany jest za największy karnawał Anglii. Odbywa się cyklicznie jako stałe święto od roku 1880 i pod tym względem ustępuje tylko karnawałowi w Ryde na Wyspie Wight. W święcie biorą udział lokalne szkoły tańca, całość polega na przejściu korowodu karnawałowego, najczęściej na specjalnie na tę okoliczność przygotowywanych platformach. Impreza corocznie gromadzi ok. 20 000 widzów i jest jedną z największych cyklicznych imprez południowo-zachodniej Anglii. Po inauguracji w Bridgwater w następnych dniach karnawał przenosi się do innych miast dystryktu Sedgemoor – Highbridge, Burnham-on-Sea i North Petherton. Podczas karnawału prowadzi się zbiórkę pieniędzy na cele dobroczynne – w roku 2007 zebrano 28 000 funtów.
Karnawałowi towarzyszy corocznie Squib Parade – pokaz sztucznych ogni w stylu osiemnastowiecznym (po angielsku zwanych Squib). Odbywa się on na zakończenie karnawału, a udział w nim bierze ok. 200 osób. Dwustu uczestników, zwanych squibbers bądź squib marshals tworzy dwuszereg wzdłuż ulicy High Street i odpala specjalnie na ten dzień przygotowane pochodnie, wykonane według osiemnastowiecznej receptury. W centrum miasta znajduje się pomnik Squibbersa.

### Inne wydarzenia
Targ zwierząt Odbywa się corocznie od początku XVI wieku i uważany jest za jeden z najstarszych w Anglii. Dawniej handlowano tu końmi, obecnie dominują mniejsze zwierzęta – kucyki i osły. Impreza odbywa się tradycyjnie w trzeci czwartek września, w okolicy dnia św. Macieja. Wydarzeniu towarzyszy weekendowy festyn i dni miasta.
Corocznie w lipcu ma miejsce Someset Art Week – największe wydarzenie kulturalne miasta. Towarzyszą mu wystawy, koncerty i niewielkie imprezy publiczne.

## Architektura i zabytki

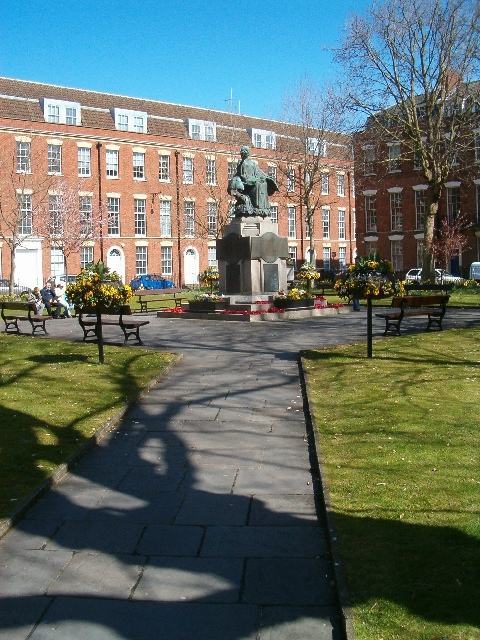
Pomnik pamięci ofiar wojny

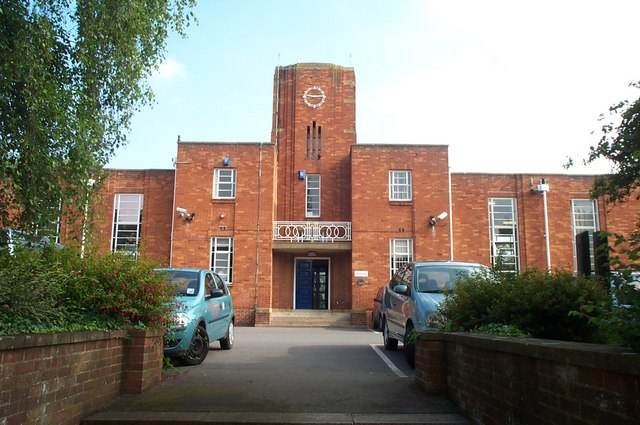
Haygrove School

Choć miasto znane jest ze średniowiecza, niewiele ostało się w nim z architektury XVIII wieku i późniejszej. Po przebudowie w XVIII wieku, centrum zaczęło kształtować się na nowo. Największe piętno na wyglądzie śródmieścia wywarł wiek XIX. Architektura obiektów przemysłowych ukształtowała się pod koniec XIX wieku. Dwudziesty wiek nie zaszkodził wiktoriańskiemu wyglądowi śródmieścia, a miasto rozwija się głównie na peryferiach, bez ingerencji w centralną część. Najwyższy budynek miasta, jedyny wieżowiec, liczy dziewięć pięter, przeważa budownictwo do 25 metrów.

### Budownictwo sakralne
Najważniejszym budynkiem sakralnym miasta – i jednym z najstarszych – jest czternastowieczny kościół św. Marii Magdaleny. Kościół w tym miejscu był już w średniowieczu, obecna budowla pochodzi z początków XIV wieku. Kościół ma strzelistą, smukłą sylwetkę z charakterystyczną smukłą wieżą o wysokości 52 metrów. Kościół uznany został za zabytek klasy I. Według legendy, z wieży budowli Monmouth obserwował swych wrogów przed ostatecznym atakiem.
Innym zabytkiem sakralnym jest anglikański kościół św. Jana Chrzciciela (bud. 1843), arch. John Brown.

### Budownictwo świeckie
Na Bath Street, u wylotu miasta, położony jest dworek Sydenham Manor House, najważniejszy świecki zabytek miasta, klasy II. Wybudowany w XIV wieku, odrestaurowany w roku 1613. Nieudostępniony do zwiedzania, większość znajdujących się w nim cennych obiektów jest obecnie w muzeum miejskim.
Na przedmieściu, w Goathurst znajduje się osiemnastowieczny dworek Halswell House, wybudowany w XVIII wieku w stylu klasycystycznym. Otoczenie zawiera również elementy z tego okresu, m.in. łuk w stylu rzymskim. Podczas II wojny światowej mieścił się tu krótko obóz jeniecki. Dworek znajduje się w rękach prywatnych, częściowo udostępniony do zwiedzania.
Najważniejszym pomnikiem miasta, na centralnym miejscu u zbiegu Fore Street i High Street jest pomnik Roberta Blake’a, wybudowany w roku 1900. W roku 2004 na centralnym placu miasta powstał pomnik upamiętniający unikalne w skali Anglii pokazy sztucznych ogni w stylu historycznym – Squibber’s Monument.
Zabytki i pomniki miasta
- Kościół św. Marii (anglikański) – zabytek klasy I[41]
- Stacja kolejowa w Bridgwater zaprojektowana przez Isambarda Kingdom Brunela, angielskiego architekta i inżyniera XIX wieku;
- Pomnik pamięci ofiar wojny
- Pomnik admirała Roberta Blake’a
- Pomnik Squibbera na High Street[46]

## Sport i rekreacja
Klub piłkarski, Bridgwater Town F.C., największy klub sportowy miasta, występuje w rozgrywkach piłkarskich pierwszej ligi amatorskiej, w okręgu południowo-zachodnim. Klub rugby Bridgwater & Albion RFC, najstarszy istniejący obecnie klub sportowy miasta gra w III lidze. Miasto posiada jeden mały stadion piłkarski oraz publiczną pływalnię krytą Sedgemoor Splash, obiekt utrzymany w konwencji aquaparku, ze zjeżdżalniami i sztuczną falą. Możliwe jest uprawianie sportów wodnych – żeglarstwa na zalewie retencyjnym i w dokach, oraz kajakarstwa na kanale Taunton – Bridgwater oraz rzece Parrett. Przez miasto przebiega krajowy szlak rowerowy nr 3 łączący Land’s End i Bristol.

## Tereny zielone

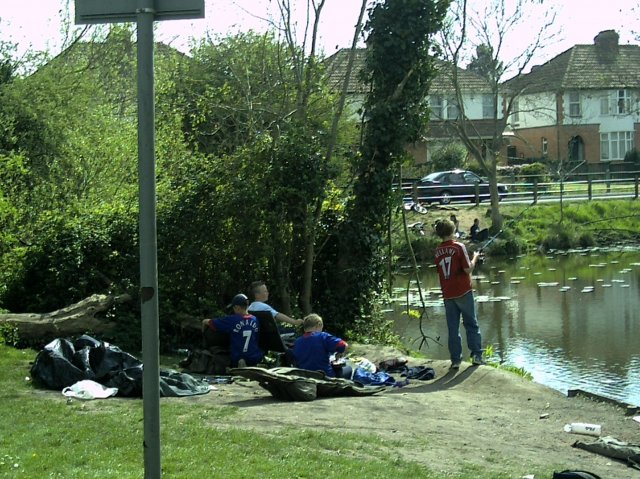
Staw przy Taunton Road – ulubione miejsce wędkarzy

Bridgwater posiada wiele terenów zielonych, choć niekoniecznie w centrum miasta. Nie ma typowego parku, największy obiekt tego typu znajduje się w klinie między drogą A 38 a rzeką Parrett i pełni funkcję błoni miejskich. Drugie błonia, wykorzystywane jako teren do festynów i imprez masowych, są położone na zachód od Durleigh Road, na zachodnich przedmieściach. Blisko centrum znajduje się skwer Kings Place, z pomnikiem ofiar II wojny światowej. Zielone tereny rekreacyjne są przede wszystkim związane z ciekami wodnymi – rzeką Parrett i kanałem Bridgwater – Taunton o długości 23 km, wzdłuż którego przebiega krajowa rowerowa droga nr 3. Sprzęt pływający, głównie kajaki, udostępnia miejscowy oddział YMCA. Jezioro retencyjne i rezerwuar wody pitnej w Durleigh jest wykorzystywane do uprawiania sportów wodnych. Blisko śródmieścia znajduje się staw, użytkowany tradycyjnie przez wędkarzy.

## Gospodarka

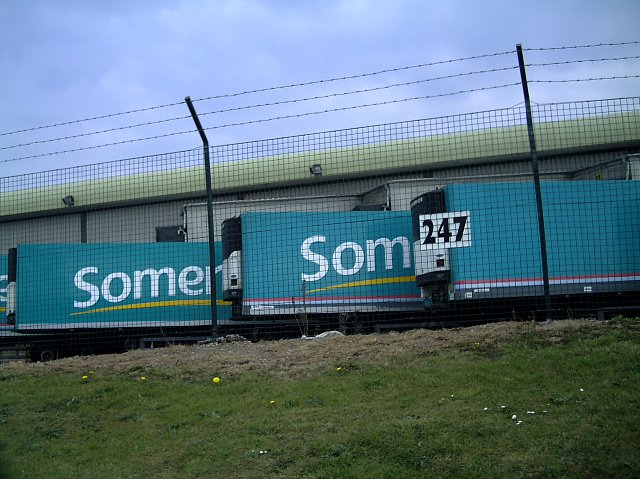
Baza dystrybucyjna Wincantona i Somerfielda w Bridgwater

Od czasów powojennych krajobraz gospodarczy miasta uległ zasadniczym przeobrażeniom, w dużej mierze odzwierciedlającym sytuację ogólną w kraju, ale też kształtowaną przez czynniki regionalne i lokalne. Z ośrodka drobnej wytwórczości i rzemiosła miasto przeistoczyło się w ośrodek przemysłowy o skali ponadregionalnej. Nowe życie przyniosła zwłaszcza budowa autostrady M5 i regulacja rzeki Parrett, aczkolwiek jej znaczenie znacznie zmalało, a port towarowy ma już wyłącznie znaczenie lokalne.
Ze względu na infrastrukturę – bliskość autostrady M5, lotniska, sieć dróg, Bridgwater jest siedzibą przemysłu przetwórczego, zwłaszcza w branży spożywczej. Znajdują się tu pakowarnie (JP Fruits, Sharpak, Delta), rozlewnia soków (Gerber) oraz mleczarnia wraz z centrum dystrybucji – Robert Wiseman & Sons, oddana do użytku w roku 2008. Bridgwater to również ośrodek logistyczny o znaczeniu ponadregionalnym – centrum regionalnych ośrodków dystrybucyjnych wielu firm – Exel (kontrakt z NHS – Narodowym Funduszem Zdrowia), Wincanton – kontrakt z sieciami sklepów i marketów Somerfield, centrum dystrybucji Argos oraz Morrisons (w budowie), a także centra logistyczne Langdons, Eddie STOBART. W Bridgwater znajduje się oddział amerykańskiego koncernu CRC, produkujący środki utrzymania ruchu (głównie aerozole). Do niedawna działała tu duża fabryka celofanu, obecnie zlikwidowana. Mimo licznych przekształceń i likwidacji, miasto nie jest zagrożone bezrobociem, które w 2000 wynosiło 700 osób.

## Transport

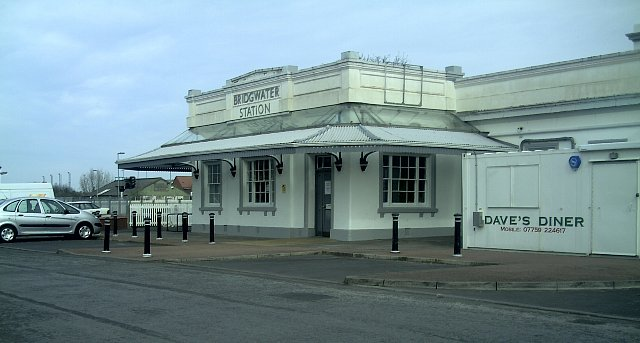
Stacja kolejowa w Bridgwater

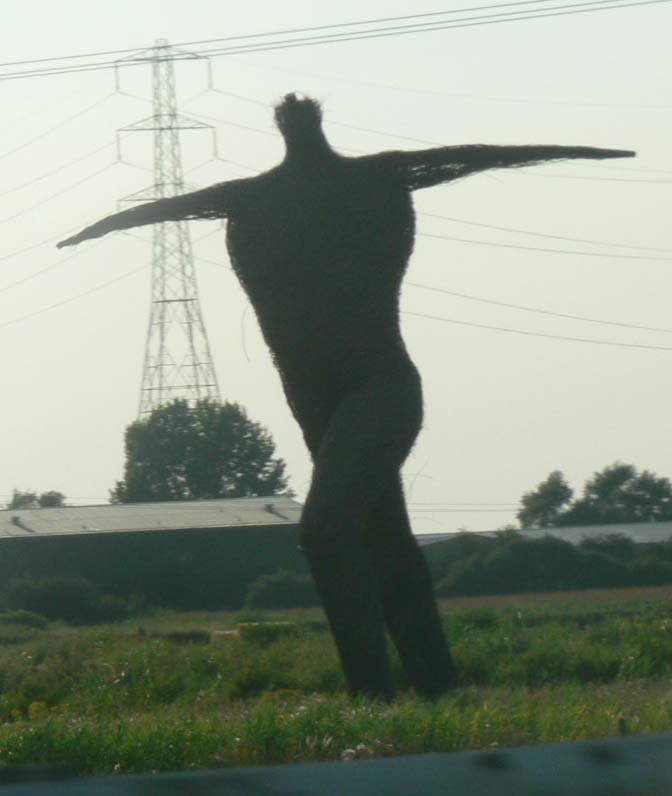
Wjeżdżających do miasta autostradą M 5 wita pomnik z wierzby

Bridgwater zawsze był centrum komunikacyjnym o znaczeniu ponadregionalnym. Do czasów nowożytnych największą arterią miasta była rzeka Parrett, której zawdzięcza ono egzystencję i rozwój. W latach sześćdziesiątych XIX wieku wybudowano kolej łączącą Plymouth z Bristolem i Londynem; przebiegała ona przez miasto a budynek dworcowy zaprojektował Isambard Kingdom Brunel. Od tego czasu znaczenie tego ośrodka miejskiego wzrosło. Miastu pomogło również wybudowanie autostrady M5 w latach 70. – droga szybkiego ruchu połączyła je z najważniejszymi ośrodkami w Anglii. Obecnie miasto skomunikowane jest z większymi ośrodkami miejskimi w hrabstwie, jak również z dużymi miastami: Bristol, Cardiff, Londyn, Birmingham. Jedyną niedogodnością jest fakt że z powodu zbyt krótkich peronów nie zatrzymują się tu pociągi pośpieszne – najbliższa stacja to Taunton. Bridgwater jest również centrum autobusowej komunikacji miejskiej i podmiejskiej, dysponuje dworcem autobusów miejskich, podmiejskich i dalekobieżnych.

### Transport szynowy
- Dworzec kolejowy na linii Bristol Temple Meads – Exeter St Davids[54]. Bezpośrednie połączenie kolejowe z Bristolem, Cardiff, Exeterem, Taunton, dobra komunikacja z Manchesterem, Birmingham, Liverpoolem, Londynem, Plymouth.

### Transport drogowy
- autostrada M5 Birmingham – Bristol – Exeter – wyjazd 23 (północne dzielnice miasta) i 24 (południowe)
- droga krajowa A39 – Falmouth – Bath
- droga krajowa A38 Bodmin-(Kornwalia) – Mansfield-(Nottinghamshire)
- Przystanek linii dalekobieżnej autobusów linii National Express – połączenie z Londynem, Exeterem, Barnstaple, Westward Ho!
- Dworzec autobusów podmiejskich – połączenie bezpośrednie z Burnham-on-Sea, Glastonbury, Cheddar, Taunton
- autobusy komunikacji miejskiej linii First[55]

### Transport lotniczy
- lotnisko Bristol International Airport BRS/EGGD – w odległości ok. 40 km od miasta.
- lotnisko Exeter International Airport EXT/EGTE – w odległości ok. 50 km od miasta

## Bridgwater w kulturze

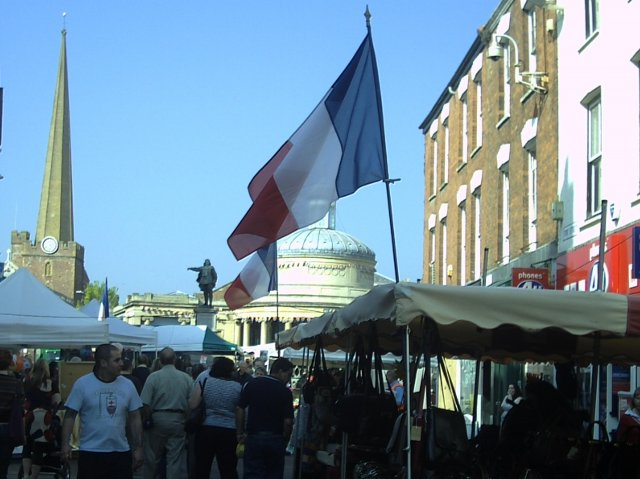
Admirał Blake znów walczy z Francuzami. Francuski targ w Bridgwater

W Ulisessie Jamesa Joyce’a pojawia się marynarz, który pływał z cegłami z Bridgwater i znalazł „pchłę w łóżku w Bridgwater”. Obraz miasta i jego mieszkańców znajdujemy w książce popularnej pisarki i żeglarki angielskiej Clare Francis Homeland, jak również odnajdziemy tam stosunek mieszkańców miasta do polskiej emigracji wojennej. Na Castle Street kręcono film Przygody Toma Jonesa. Nazwa miasta została również rozsławiona przez Toma Kinga, barona Bridgwater, ministra w rządach Margaret Thatcher, wyśmiewanego wielokrotnie w programie satyrycznym Spitting Image.

## Miasta partnerskie
Bridgwater ma podpisane umowy partnerskie z następującymi miastami:
- Homberg
- La Ciotat
- Marsa
- Uherské Hradiště
- Priverno
- Camacha